# 中华实业团
中华实业团是1912年10月在上海成立的一個主張實業救國的團體。發起人為胡涵、俞英、杨浩然、俞凤池、胡文騫、周震、赵端、朱家邦、朱杰、杨巨川、符养和等人。該團體主張加大本国产品出口，組建民營銀行，保護商標和擴張商船航行權等。